# Събор при Дъба
Съборът при Дъба е провинциален събор, който се провежда в Константинопол през юли 403 година и осъжда Йоан Златоуст, което довежда до отстраняването му от поста патриарх на Константинопол. Събитието изглежда има по-скоро политически отколкото религиозни мотиви.  

## Предисловие
През 402 година императорът призовава Теофил да отиде в Константинопол, за да се извинява пред събор, който ще бъде председателстван от Златоуст, заради обвинения, които са му повдигнати от някои египетски монаси, особено от така наречените четирима "Високи братя". Теофил, бивш техен приятел, внезапно се обръща срещу тях и започва да ги преследва като оригенисти. Поставяйки се начело на войници и въоръжени слуги, Теофил напада монасите, подпалва жилищата им и жестоко се отнася с тези, които залавя.
Когато монасите бягат в Константинопол, за да се оплакват пред патриарх Йоан, Теофил пише до свети Епифаний Кипърски с молба да отиде и да убеди Златоуст да осъди оригенистите. Епифаний отива, но когато разбира, че Теофил просто го използва за своите цели, напуска столицата и умира по време на пътуването си обратно през 403 година. През това време Златоуст произнася проповед срещу суетната разточителност на жените. Проповедта му стига до императрица Елия Евдоксия, която я възприема като нападка лично срещу нея. В резултат на това тя се настройва срещу патриарха.

## Участници
В Събора взимат активно участие Теофил Александрийски, Кирил Александрийски, Акакий от Бероя, Антиох от Птолемаида, Севериан от Габала и Кирин от Халкидон. Сред участниците са и Павел от Хераклея и Арсакий от Тарс. Арсакий е само архипрезвитер, но изпълнява ролята на един от обвинителите.

## Съборът
Теофил най-накрая се появява в Константинопол през юни 403 г., не сам, както е било заповядано, а с двадесет и девет от своите суфраганни епископи, и, както разказва Паладий, с пари и всякакви дарове. Неговият племенник и наследник Кирил също го придружава на събора. Теофил отсяда в един от императорските дворци и провежда срещи с всички противници на Йоан Златоуст. След това той се оттегля със своите суфрагани и още седем епископи във вила близо до Константинопол. Съставя се дълъг списък от около тридесет обвинения срещу Златоуст, от които първите десет са:
1. Той е обвинен, че е бичувал и оковал монах на име Йоан.
2. Той е обвинен, че е продавал църковно имущество.
3. Той е обвинен, че е продал мрамора, който Нектарий Константинополски е отделил за църквата „Свети Анастасий“.
4. Той е обвинен, че е обиждал духовенството като „безчестно, корумпирано, безполезно само по себе си и нищожно“.
5. Той е обвинен, че е нарекъл Свети Епифаний идиот и демон.
6. Той е обвинен, че е интригантствал срещу Севериан от Габала.
7. Той е обвинен, че е написал клеветническа книга срещу духовенството.
8. Той е обвинен, че е събрал членовете на духовенството и е обвинил трима дякони, Акакий, Едаф и Йоан, в кражба на неговата мантия (скапулар или омофор, гръцкият текст не е точен).
9. Той е обвинен, че е ръкоположил Антоний за епископ, въпреки че той е бил признат за виновен в ограбване на гробове.
10. Той е обвинен, че е осъдил граф Йоан по време на бунтовническо събиране на войските.

Съборът сега се състои от четиридесет и двама архиепископи и епископи, много от които са сирийци и египтяни, враждебни към Йоан Златоуст. .Така че сега синодът, свикан да съди Теофил в съответствие с нарежданията на императора, сега призовава Златоуст да се яви и да се извини. Севериан, епископ на Габала в Сирия, на когото все още действащия патриарх преди това е наредил да напусне Константинопол заради участието му в спор с дякона Сарапион, служи като обвинител. Златоуст отказва да признае законността на събора, в който негови открити врагове са съдии. След третото призоваване Златоуст, със съгласието на император Аркадий, е обявен за свален от поста на патриарх. За да се избегне безполезно кръвопролитие, той се предава на третия ден на очакващите го войници. 
Но заплахите на тълпите и внезапно „произшествие в императорския дворец“ (всъщност спонтанен аборт) принуждават императрицата да размисли и нарежда неговото отзоваване. След известно колебание Йоан Златоуст се завръща в столицата за голяма радост на народа. Теофил и неговата другари се спасяват, като бягат от Константинопол.